# هوهوکو، یاماگوچی
هوهوکو، یاماگوچی (به لاتین: Hōhoku) یک منطقهٔ مسکونی در ژاپن است که در استان یاماگوچی واقع شده‌است. هوهوکو ۱۲٬۷۴۰ نفر جمعیت دارد.